# Théodore Renkewitz
 (juin 2025).
Frédéric Théodore Renkewitz, né le 4 juillet 1833 à la Jamaïque et mort le 4 novembre 1910 au  Châtelard-sur-Montreux, est un peintre anglais établi à Montreux.

## Biographie
Issu d’une famille d’origine prussienne, né en Jamaïque, mais sujet britannique, Renkewitz, après avoir vécu en Irlande, s’établit en 1862 dans le Chablais vaudois, attiré par la douceur du climat. Installé au château du Grand-Clos près de Rennaz, il ouvre vers 1870 un internat pour jeunes gens dans la Villa Haute-Rive à Montreux. Cet établissement, alors encore largement entouré de vignes, se trouvait à la Rue de la Paix, à l’ouest de l’hôtel Europe. Vivaient là surtout de jeunes Anglais qui ont introduit dans la région le jeu de football. Le peintre avait deux enfants, également restés à Montreux, tout comme leurs descendants. Leur patronyme a été francisé en « Rinquet » en 1956.
Cet artiste minutieux, d’une précision quasi-photographique, a laissé de nombreuses aquarelles et dessins de la région de Montreux.

## Œuvres en collection publique
- Dessins au Musée de Montreux

## Sources
- Fonds : Dossier ATS RENKEWITZ (Théodore) RENKEWITZ (Théodore, 1833 - 5 novembre 1910), 1895-2004 (Dossier) (1895 - 2004).  Cote : Dossier ATS RENKEWITZ (Théodore). Archives cantonales vaudoises.
- « Renkewitz, Frédéric Théodore », sur SIKART Dictionnaire sur l'art en Suisse.
- Dictionnaire biographique de l'art suisse (Institut suisse pour l'étude de l'art), vol 2 (L-Z), Verlag Neue Zürcher Zeitung 1998, p. 861.
- Musée de Montreux, Théodore Renkewitz (1833–1912), février 2006.